# Guazú Cuá
Guazú Cuá è un centro abitato del Paraguay; è situato nel dipartimento di Ñeembucú, di cui forma uno dei 16 distretti. 

## Popolazione
Al censimento del 2002 la località contava una popolazione urbana di 291 abitanti (1.928 nel distretto).

## Origine del nome
Il nome in lingua guaraní significa “cacciatore di cervi”, da guasu (“cervo”) e kuá (“conoscere”); letteralmente sarebbe “colui che conosce i cervi”. Secondo la tradizione orale del paese il luogo fu abbandonato durante la Guerra della triplice alleanza dai suoi abitanti; al loro ritorno si narra che lo trovarono popolato da una grande quantità di cervi.

## Caratteristiche
Fondata dal governatore spagnolo Fernando de Pinedo nel 1775, Guazú Cuá si trova al centro del dipartimento di Ñeembucú, circondata da laghi e zone umide. È raggiungibile attraverso una strada sterrata di 3 km che parte dalla Ruta IV “José Eduvigis Díaz”, l'unica strada asfaltata del dipartimento.